# Étienne Lasne
Étienne Lasne, né le 19 septembre 1757 à Dampierre-sur-le-Doubs et mort à Paris le 17 avril 1841, est un militaire et peintre en bâtiment français, connu pour avoir été le dernier gardien de Louis XVII à la prison du Temple.

## Biographie
Fils d'un militaire, Étienne Lasne fut envoyé très jeune à Paris où il entra, à douze ans, au dépôt du régiment des Gardes-Françaises. Quelques années plus tard, il fut intégré dans une compagnie de grenadiers de ce corps sous le nom de jeune fille de sa mère, Carette. Ce pseudonyme avait été choisi par le colonel du régiment, Louis Antoine de Gontaut-Biron, qui cherchait probablement à éviter à Lasne de mauvais jeux de mots sur son patronyme (qui se prononçait comme « l'âne »).

En 1778, il fut placé pendant quelque temps au service de son lieutenant, le marquis de la Moussaye, qui résidait dans un château près de Lamballe, en Bretagne. Lasne commença à y exercer ses talents de peintre en bâtiment pour les nobles châtelains des environs.

De retour à Paris, il quitta les Gardes-Françaises, le 11 mai 1782, pour prendre dès 1784 la profession de peintre, et s'installa au no 7 de la rue Culture-Sainte-Catherine, où il vécut pendant trente ans. Il se maria en 1786.
Membre de la Garde nationale lors de la Révolution de 1789, il fut élu capitaine des grenadiers du bataillon du Petit-Saint-Antoine. Participant, à ce titre, à la défense du palais des Tuileries, il fut blessé lors de la journée du 20 juin 1792 alors qu'il défendait l'entrée de l'appartement de la reine. Après le Dix Août, il fut nommé commandant en chef de la section des Droits-de-l'Homme.

Réputé modéré, Lasne, qui avait refusé de mettre l'artillerie de sa section au service de la Commune lors du 9 Thermidor, fut arrêté sur ordre des robespierristes avant d'être relâché par la Convention thermidorienne.
Le 31 mars 1795, Lasne fut nommé commissaire préposé à la garde de la Tour du Temple, où étaient incarcérés les enfants de Louis XVI.

Lasne ayant aperçu à plusieurs reprises le dauphin lorsque son bataillon protégeait le palais, il reconnut sans peine le fils de Louis XVI mais fut d'autant plus frappé par la dégradation de l'état de santé du jeune garçon. Comme son prédécesseur Laurent, Lasne fit de son mieux pour améliorer les conditions de vie des deux petits prisonniers. Il fit éradiquer les punaises de leurs lits et passa du temps auprès du « petit Capet », chantant pour lui et jouant avec lui aux dominos. De concert avec son collègue Gomin, Lasne alerta le comité de sûreté générale sur l'inquiétant état de santé du jeune détenu, qui continua à se dégrader malgré les soins (potions, frictions) prodigués par le gardien sur les conseils du docteur Desault puis du docteur Pelletan. Gardant le chevet du jeune malade, Lasne fut le témoin, le 8 juin, des derniers instants de Louis XVII, qui lui adressa, avant de s'éteindre, ses ultimes mots : « J'ai une chose à te dire ... »
En décembre 1795, la libération de Madame Royale mit fin à sa fonction. Il fut cependant rappelé au Temple quelques mois plus tard pour servir de geôlier à William Sidney Smith.
Redevenu peintre en bâtiment, il déménagea quelques années plus tard, s'installant dans la rue des Carmes puis dans la rue Regrattière, sur l'Île Saint-Louis.

Abordé, en tant que témoin de la mort de Louis XVII, par les émissaires de l'un des nombreux « faux dauphin », il refusa toujours de revenir sur ses déclarations et, en 1834, témoigna à charge lors du procès d'un de ces imposteurs, le baron de Richemont. En 1837, il fut contacté par l'historien Beauchesne, biographe de Louis XVII, qui recueillit les souvenirs du vieil homme.
Il est enterré au cimetière du Père Lachaise (division 40).